# Asymmetrisk information
Asymmetrisk information föreligger då parter som ingår eller kunde ingå ett avtal eller annars skall fatta ett beslut har tillgång till olika förhandsinformation. Begreppet används inom nationalekonomi.
Enskilt eller samman med andra faktorer kan asymmetrisk information leda till ett snedvridet urval. En stor del av teorin kring marknadens funktion bygger på förenklingen att alla skulle ha tillgång till fullständig information. Då aktörernas beteende påverkas av tillgången på information kommer teorin att leda till rekommendationer som inte är optimala i det verkliga livet.
Det finns omfattande forskning kring problematiken med asymmetrisk information.